# Vidal Sassoon

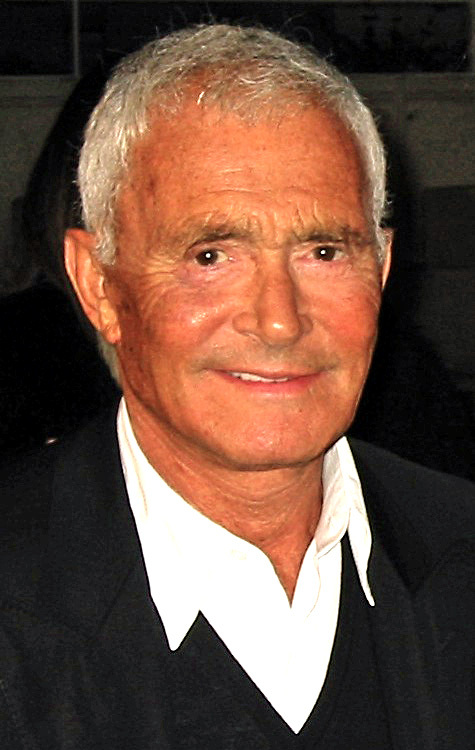
Vidal Sassoon in 2006.

Vidal Sassoon (Londen, 17 januari 1928 – Los Angeles, 9 mei 2012) was een Britse kapper en zakenman. Hij werd in de jaren zestig bekend als de man die het bobkapsel opnieuw lanceerde. Zijn idee vond navolging bij acteurs en in de media. Dit paste in de geest van die tijd met korte en strakke lijnen in de mode, zoals de minirok die toen ook opgang maakte.

## Carrière
Sassoon werd geboren in de Londense wijk Hammersmith in het Joodse gezin van Nathan Sassoon en Betty Bellin. Zijn vader was afkomstig uit Thessaloniki, en zijn moeder kwam uit een familie met wortels in Oekraïne.
Wegens de benarde financiële toestand binnen de familie ging Sassoon al jong werken. Zijn moeder zag al vroeg zijn talenten in, en stuurde hem op veertienjarige leeftijd uit werken in een kapsalon. Hij begon als "shampoo-boy"; dit werd later ook zijn bijnaam.
Na de Tweede Wereldoorlog was Sassoon lid van de 43 Group, een antifascistische groepering. In 1948 vocht hij in het Israëlisch leger tijdens de Arabisch-Israëlische Oorlog.
In 1954 opende hij zijn eerste salon in Londen, gevolgd door winkels in andere steden, zoals New York. Het bobkapsel brak door in 1963. Filmregisseur Roman Polański betaalde Sassoon 5000 dollar voor het kapsel van hoofdrolspeelster Mia Farrow in zijn film Rosemary's Baby.

## Eigen lijn
Naast een keten van 25 eigen schoonheidssalons en 4 beauty academies, ontwikkelde Sassoon zijn eigen lijn van middelen voor haarverzorging onder de merknaam Vidal Sassoon, die hij in 1982 aan Richardson-Vicks verkocht. Vicks kwam in 1985 in handen van Procter & Gamble (P&G), dat geleidelijk aan zijn merk liet uitsterven ten gunste van hun eigen merk Pantene, omdat ze hiervoor geen royalty's aan Sassoon hoefden te betalen. In 2003 besloot P&G om de merknaam in de ijskast te zetten en hierop spande Sassoon een rechtszaak aan tegen P&G. Hij vond dat P&G zijn merknaam aan het vernietigen was. Deze rechtszaak werd uiteindelijk buiten de rechtszaal geschikt. Tegenwoordig bestaat er nog een professionele lijn van haarverzorgingsproducten die Sassoon heet. Zijn kapsalons verkocht hij in 2002 aan de Regis Corporation, de grootste kappersketen ter wereld.

## Filantroop
In 1982 stichtte hij het Vidal Sassoon International Center for the Study of Antisemitism (SICSA), een apolitiek informatiecentrum in verband met antisemitisme. Later steunde hij financieel de Boys Clubs of America, een organisatie die naschoolse activiteiten voor jongeren organiseert. Verder gaf hij ook steun aan het Los Angeles Music Center, alsook aan projecten in Israël.

## Persoonlijk
Vidal Sassoon was viermaal gehuwd en had vier kinderen. Een van zijn kinderen was de actrice Catya Sassoon, die in 2002 op 33-jarige leeftijd overleed aan een hartaanval, als gevolg van een overdosis cocaïne en hydromorphone. In 2009 werd hij Commander of the Order of the British Empire (CBE).
In 2010 is er een documentaire gemaakt over zijn leven en werk, getiteld Vidal Sassoon: The Movie.
Hij stierf op 84-jarige leeftijd in zijn huis aan de Mulholland Drive in de wijk Bel Air. Het was al enige tijd bekend dat hij aan leukemie leed.